# Symmoca tofosella
Symmoca tofosella é uma espécie de insetos lepidópteros, mais especificamente de traças, pertencente à família Autostichidae.
A autoridade científica da espécie é Hans Rebel, tendo sido descrita no ano de 1893.
Trata-se de uma espécie presente no território português.